# Iphiaulax obesculus
Iphiaulax obesculus är en stekelart som beskrevs av Cameron 1909. Iphiaulax obesculus ingår i släktet Iphiaulax och familjen bracksteklar. Inga underarter finns listade i Catalogue of Life.